# 岡山進研学院
岡山進研学院（おかやましんけんがくいん）は、岡山県岡山市北区伊福町二丁目10番27号に校舎を構える予備校である。

## 概要
予備校設置の少ない岡山都市圏では数少ない予備校のひとつである。100%ライブ授業、生徒管理の徹底、親身な指導をモットーにしている。講師の中にはベネッセ実施の校外模試（進研模試）の作成関係者がいる。また通常高校への限定販売の共通テスト問題集を活用したりなど、ベネッセのバックアップが非常に強い。ベネッセ提供の映像授業により、苦手分野の予習、復習が実施可能。中四国医学部、岡山大学、香川大学などの2次対策の実戦模試も行う。大手3大予備校の駿台模試、全統模試、代ゼミ模試（マーク、記述や難関大学別実戦模試など）も受験可能なので難関校向けの生徒にも対応している。2015年度から東大・京大コース、岡大医学科コースを新設し、コース設置以来、毎年岡大医学部に合格者を輩出し続けている。
また浪人生向けだけでなく、現役生向けの高校生コース、中学生コースなども開講している。

## 沿革
- 1965年 - 第一回入学式実施。
- 1986年 - 旧岡山学院と進研予備校の合併合意。
- 1996年 - シンガポールより教育代表団訪問。